# Kamień (singel)
Kamień (zapis stylizowany: Kamień (A. Asnyk)) – dziewiąty singel polskiej piosenkarki Sanah z jej czwartego albumu studyjnego, zatytułowanego Sanah śpiewa poezyje. Singel został wydany 13 października 2022.
Nagranie otrzymało w Polsce status złotego singla, przekraczając liczbę 25 tysięcy sprzedanych kopii.

## Geneza utworu i historia wydania
Utwór napisali i skomponowali Adam Asnyk, Zuzanna Jurczak oraz Thomas Martin Leithead-Docherty, który również odpowiada za produkcję piosenki.
Singel ukazał się w formacie digital download 13 października 2022 w Polsce za pośrednictwem wytwórni płytowej Magic Records w dystrybucji Universal Music Polska. Piosenka została umieszczona na czwartym albumie studyjnym Sanah – Sanah śpiewa poezyje.
Piosenka powstała na podstawie wiersza Adama Asnyka „Kamień”.

## Teledysk
Do utworu powstał teledysk, który udostępniono 14 października 2022 za pośrednictwem serwisu YouTube.

## Lista utworów
- Digital download[2]

1. „Kamień (A. Asnyk)” – 4:07

## Certyfikaty
| Kraj          | Certyfikat  | Sprzedaż |
| ------------- | ----------- | -------- |
| Polska (ZPAV) | złota płyta | 25 000+  |